# Marko Kristal
Marko Kristal (Tallinn, 2 giugno 1973) è un allenatore di calcio ed ex calciatore estone.

## Biografia
Suo figlio Patrik è anch'egli un calciatore.

## Carriera

### Calciatore
Centrocampista dalle buone doti realizzative, è stato il più giovane giocatore europeo a raggiungere quota 100 presenze in nazionale nel 2001, a 28 anni. La sua carriera si articola prevalentemente in Estonia, al Flora Tallinn dove gioca 313 partite e realizza 65 gol. Le sue esperienze all'estero, come quella con gli svedesi dell'Elfsborg o con i finlandesi dell'FC Lahti hanno avuto breve durata. Le 143 presenze con l'Estonia lo rendono il secondo giocatore con più presenze dopo il recordman europeo Martin Reim.

### Allenatore
Ha cominciato come vice al Levadia Tallinn come vice allenatore, per poi passare per due anni Tammeka Tartu dove ottiene la sua prima panchina. Resta qui per due anni, dopo di che torna al Levadia, stavolta come capo allenatore.

## Palmarès

### Giocatore

#### Competizioni nazionali
- Campionato estone: 7

Flora Tallinn: 1993-1994, 1994-1995, 1997-1998, 1998, 2001, 2002, 2004
- Coppa d'Estonia: 2

Flora Tallinn: 1994-1995, 1997-1998
- Supercoppa d'Estonia: 3

Flora Tallinn: 1998, 2002, 2003

### Allenatore

#### Competizioni nazionali
- Campionato estone: 2

Levadia Tallinn: 2013, 2014
- Coppa d'Estonia: 1

Levadia Tallinn: 2013-2014
- Supercoppa d'Estonia: 1

Levadia Tallinn: 2013